# Bouda-Kachaliova
Bouda-Kachaliova (en biélorusse : Буда-Кашалёва ; en łacinka : Buda-Kašalova) ou Bouda-Kocheliovo (en russe : Буда-Кошелёво ; en polonais : Buda Koszelewska) est une ville de la voblast de Homiel, en Biélorussie, et le centre administratif du raion de Bouda-Kachaliova. Sa population s'élevait à 8 460 habitants en 2017.

## Géographie
Bouda-Kachaliova est située à 43 km au nord-ouest de Homiel ou Gomel et à 240 km au sud-est de Minsk.

## Histoire
La première mention date de 1824, c'est alors le village (volost) de Bouda-Kachaliova dans le gouvernement de Moguilev. À la fin du XIXe siècle, il compte environ 500 habitants. Le village accéda au statut de commune urbaine en 1938. Elle abritait, en 1939, une communauté juive de 496 personnes. Bouda-Kachaliova a le statut de ville depuis 1971.

## Population
Recensements (*) ou estimations de la population :
| 1959* | 1970* | 1979* | 1989* | 1999* |
| ----- | ----- | ----- | ----- | ----- |
| 4 731 | 6 680 | 8 094 | 9 149 | 9 400 |

| 2009* | 2014  | 2015  | 2016  | 2017  |
| ----- | ----- | ----- | ----- | ----- |
| 9 016 | 8 467 | 8 572 | 8 551 | 8 460 |

## Transports
Bouda-Kachaliova possède une gare ferroviaire sur la ligne Homiel – Jlobine.